# Palacio Pizzurno

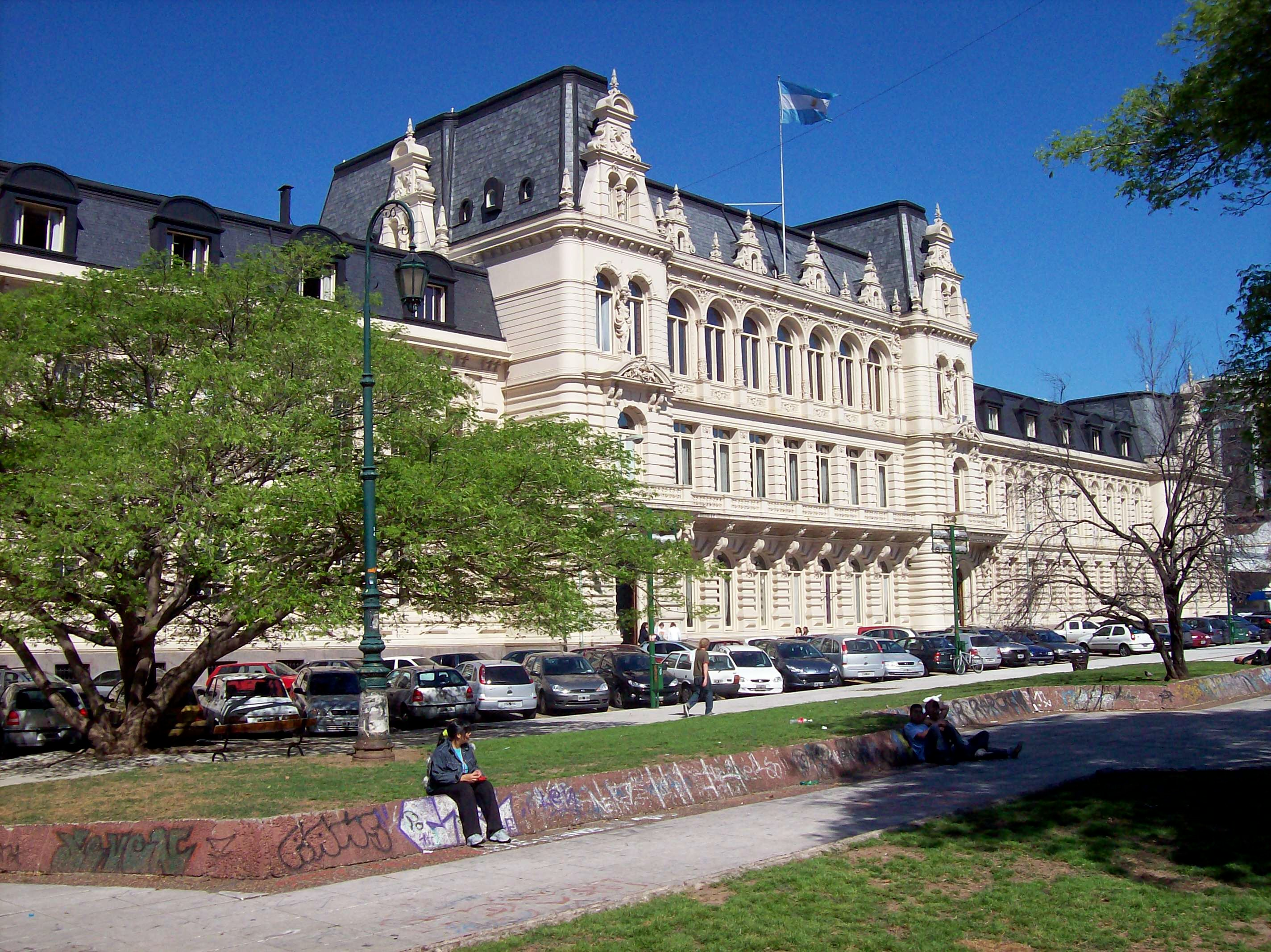
Der Palacio Pizzurno

Der Palacio Pizzurno, auch Palacio Sarmiento genannt, ist eines der architektonisch wichtigsten Gebäude im Stadtteil Recoleta in der argentinischen Hauptstadt Buenos Aires. Heute befindet sich hier das argentinische Bildungsministerium. Der Palacio Pizzurno und die angrenzende Pasaje Pizzurno sind in die Liste der Nationalen Historischen Monumente Argentiniens aufgenommen.

## Überblick
Im Testament von Petronila Rodríguez de Rojas war festgelegt, dass ihr ca. sechs Hektar großes Grundstück im Norden von Buenos Aires für Bildungs- und Wohltätigkeitszwecke verwendet werden sollte. Das schloss den Bau einer Kirche, eines Altersheims und einer Mädchenschule für mindestens 700 Schülerinnen ein. Als Rodríguez de Rojas 1882 starb, hinterließ sie entsprechend ihren Besitz der Stadt, die den Deutsch-Argentinier Carlos Adolfo Altgelt und seinen Cousin Hans Altgelt mit dem Bau der Schule beauftragte. 
Die Arbeiten an dem Gebäude begannen 1886. Vorgesehen waren auch Räumlichkeiten für ein Museum und eine Bibliothek. 1888 wurde das in einem an die französische Renaissance angelehnten eklektischen Stil entworfene Gebäude fertiggestellt. 1893 eröffnete die nach der Stifterin benannte Schule. Das eindrucksvolle Gebäude wurde rasch ausersehen für den Gebrauch als Regierungsbüros und 1903 zog der Nationale Bildungsrat in den Palacio Pizzurno ein. Zu Ehren von Domingo Sarmiento wurde das Bauwerk umbenannt in Palacio Sarmiento. 
Seine Lage an der baumbestandenen Plaza Rodríguez Peña machte es zu einer Art Oase im lebhaften Barrio Norte, wie dieser Teil von Recoleta auch genannt wird. Ein Teil des Grundstücks südlich vom Palacio Pizzurno wurde in den 1950ern zur Plaza Petronila Rodríguez de Rojas, auf der ein Spielplatz eingerichtet wurde; eine Hommage an die Bürgerin mit Sinn für die Gemeinschaft (1934 wurde auch eine Grundschule in Parque Chas nach ihr benannt). 
1978, während der Militärdiktatur, wurde der Nationale Bildungsrat aufgelöst und das Bildungsministerium zog in das Gebäude ein. Offiziell noch als Palacio Sarmiento bekannt, heißt es unter der Bevölkerung Palacio Pizzurno nach der Seitenstraße, an der es liegt, und die 1940 nach Pablo Pizzurno benannt wurde, dem argentinischen Erzieher und Begründer des Grundschulsystems in Argentinien.